# Vereinigte Linzer Wohnungsgenossenschaften
Die VLW Vereinigte Linzer Wohnungsgenossenschaften Gemeinnützige Gesellschaft mit beschränkter Haftung (kurz: VLW) ist ein im Jahr 1941 gegründetes Wohnungsunternehmen mit Sitz in Linz. Die VLW verwaltet im Jahr 2023 rund 7000 Wohnungseinheiten. Das Verwalten, Erhalten und Errichten von Wohnanlagen sind die Hauptgeschäftsfelder des Unternehmens.
Das Unternehmen wurde 1941 von Funktionären der vier ältesten Linzer Wohn- und Siedlungsgenossenschaften: Baureform und Wohnstätte (heute Baureform-Wohnstätte), Familie und Wohnungsfürsorge (heute Lebensräume) gegründet und ist heute Mitglied des österreichischen Verbands gemeinnütziger Bauvereinigungen.